# 関羽 (歌舞伎)

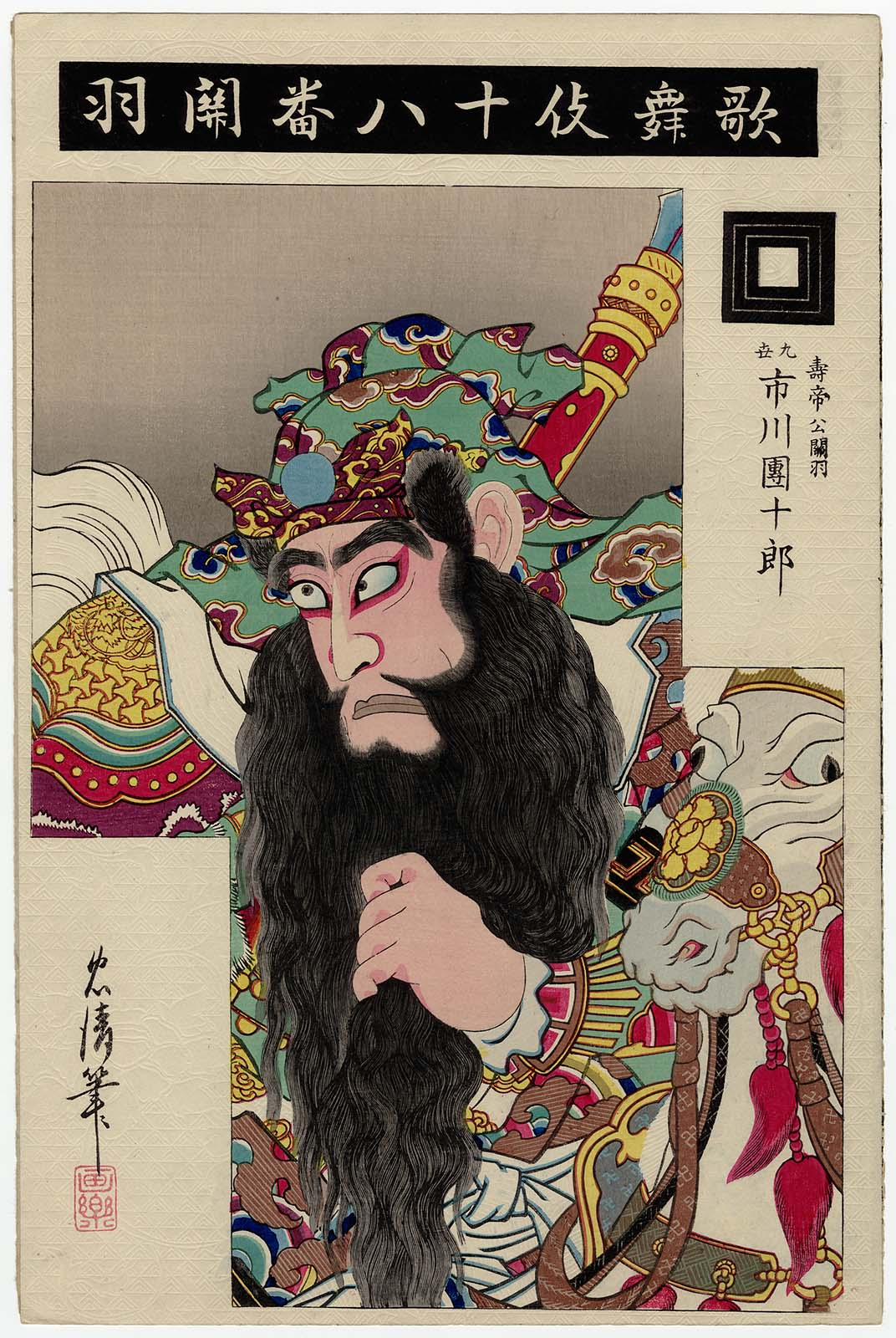
九代目市川團十郎の寿帝公関羽（鳥居忠清画）

『関羽』（かんう）は、歌舞伎十八番のひとつ。正式外題は『閏月仁景清』（うるうづき ににん かげきよ）。

## 沿革
元文2年（1737年）、江戸河原崎座で、二代目市川團十郎により初演された。
皇位をうかがう三河守範頼をとどめるため、平景清が張飛に扮して範頼の館へ忍びこみ、折から関羽に扮した畠山重忠が来合わせたのとともに荒事芸を見せる話。長らく上演が途絶えていたためにくわしい筋はよくわからないが、馬に乗り、大髭、唐装束、青竜刀を用いての一風変った荒事だったらしい。
細部はほとんど伝わっていないが、関羽が髭をしごいて見得をする型があったらしく、これが「関羽見得」として現在まで伝わっている（『平家女護島』の俊寛、『国性爺合戦』の甘輝など）。
大正期に二代目市川左團次が、昭和60年（1985年）に二代目尾上松緑（戸部銀作脚本）がそれぞれ復活上演した。